# 胡睿 (明朝)
胡睿（？—1483年），字好问，直隸大名府長垣縣（今河南長垣縣）人。明朝政治人物。

## 生平
景泰七年（1456年）丙子科舉人，天順元年（1457年）聯捷进士，四年四月授刑部主事，成化時累升山西平阳府知府，八年二月以旌異賜诰敕，十年八月升江西布政司左参政，十三年（1477年）四月官順天府府尹，十五年十二月升工部右侍郎，十六年二月奉命提督官军修理京城，七月提督修理京通二仓，进左侍郎，十九年四月去世。

## 家族
子胡鍵，弘治進士，官至陝西參政。子胡錠，弘治進士，亦官至工部左侍郎。人称“胡氏父子双侍郎”。